# باشگاه فوتبال تاک
باشگاه فوتبال تاک (به تایلندی: สโมสรฟุตบอลจังหวัดตาก) یک باشگاه فوتبال واقع در استان تاک در کشور تایلند می‌باشد که در لیگ دسته دوم فوتبال تایلند بازی می‌کند.
این باشگاه در سال ۲۰۰۹ میلادی بنیان‌گذاری شده است.